# Irène Jaumillot
 (juillet 2018).
Irène Jaumillot, née le 16 septembre 1938 à Alger et morte le 7 octobre 1994 à La Baule, était un professeur de chant et une cantatrice.

## Biographie
Née en 1938 à Alger d'une mère corse et d'un père toulonnais, elle fut cantatrice à l'opéra de Paris où elle fit une carrière fulgurante avec notamment un premier prix au Conservatoire national supérieur de musique à Paris en 1958 et, la même année, le premier prix Osiris, ainsi qu'un grand prix du disque lyrique pour Guillaume Tell. Elle a connu un succès toujours croissant jusqu'à ce qu'un très grave accident de voiture interrompe sa carrière. Souffrances, soins, rééducation du corps... Irène Jaumillot se relèvera à force de volonté et deviendra un excellent professeur. Elle viendra enseigner à Rezé puis dans différents conservatoires, notamment à Clamart en région parisienne, en gardant toujours la même volonté de s'occuper de la nouvelle génération de belles voix. Irène Jaumillot mourra le 7 octobre 1994.

## Carrière
Irène Jaumillot a été cantatrice de l'opéra de Paris, grande soprano lyrique.
Elle a été premier prix du Conservatoire national supérieur de musique de Paris, grand prix Osiris en décembre 1958, soliste de la Radio-Télévision Française, grand prix du disque lyrique et professeur de chant et d'art lyrique.
Après ses premiers prix au conservatoire d’Alger et son premier prix du Conservatoire national supérieur de musique de Paris, elle obtient le grand prix Osiris (premier prix des premiers prix).

### Ses professeurs
- Charles Panzéra,
- Louis Noguéra,
- Albert Dagnant,
- Jean Ginot.

Elle a été pensionnaire de l'opéra de Paris pendant treize ans. Elle a été la plus jeune Marguerite de l’opéra.

### Son répertoire
Trente-six ouvrages de premier plan chantés sur scène :
- Marguerite dans Faust,
- Tosca,
- Micaëla dans Carmen,
- Zima dans Les Indes galantes,
- Mimi dans la Bohème,
- Emma dans Madame Bovary,
- Thaïs,
- la princesse, dans l'Enfant et les Sortilèges de Ravel,
- Desdémone dans Otello,
- Sœur Blanche des Dialogues des Carmélites de Poulenc,
- Madeleine de Coigny d'André Chénier,
- Marie Magdeleine,
- Rosenn du Roi d'Ys,
- Eurydice d’Orphée,
- Moïse,
- le Magnificat de Bach...

Elle crée Harry Hanos de Kodaly et, dans les Fées, le rôle de Farzana de Wagner à l’ORTF de Paris.
Enregistrements chez « Philips » notamment avec le ténor Tony Poncet :
- Grand prix du disque lyrique avec Guillaume Tell de Rossini (Mathilde)
- Madame Butterfly, Tosca, la Bohème, Faust, Carmen (Micaëla), Aïda.

Soliste de la Télévision française :
- Soixante enregistrements ORTF (INA)

Double compact sorti en décembre 1993 : La Basoche d'A. Messager, grand prix international Charles Cros.

### Télévision française
Nombreuses émissions dont :
- émission d’Henry Spade : Lisa de La Dame de Pique
- émission de Bernard Gavoty : Maria Thérésa Bolivar
- émission d’Emmanuel Bondeville : Emma Bovary

Elle participe aux émissions de Michel Hoffman, Guy Lux, Denise Glaser, Jacques Martin...
- Musicolor : La Vie parisienne

Extrait de La Veuve joyeuse de F. Léhar sorti en 1996 en cassette vidéo, dans la collection « la cassette d’Or de l’Opérette ».
1973 : terrible accident de voiture. Peu de temps après, un journal titre « Irène Jaumillot : une résurrection et une ascension » :
- Concerts chant et orgue avec Maurice Poté...
- Spectacles au théâtre Graslin « De l’opérette à la chanson »...
- Récitals lyriques

### Professorat
- Dès 1979 à Rezé
- Dès 1986 à Clamart

#### Conservatoires nationaux
- Dès 1991, à Saint-Quentin et à Beauvais
- En 1993, Centre polyphonique des Pays de la Loire, atelier lyrique

### Stages
Plus d’une trentaine de stages avec le ministère de la Culture (M. Charpentier) pour les professeurs de chant étatisés.
Avec :
- Mme Ely Grümmer, M. Diamant, Mme Andréa Guiot, Mme Dupleix à Aix-en-Provence et à Paris
- Mme Christiane Castelli, Mme Jarsky (quatre ans à Bordeaux)...

Stages de musique, de chant baroque et contemporain. Analyse Olivier Messiaen et Alban Berg à Angers... Lorraine Nubar.

### Membre
- Association française des professeurs de chant (déléguée régionale),
- Union des maîtres du chant français,
- Comité d’honneur du Concours Musical de France,
- Jury depuis 1975 du concours Léopold Bellan,
- Jury des Voix nouvelles,
- Jury du Concours national de Béziers où, après sa mort, a été créé un prix Irène Jaumillot,
- Jury des Conservatoires nationaux de Clermont-Ferrand, Angoulême, Saint-Nazaire, Tours, Bourges, La Roche-sur-Yon...
- Jury d’entrée du Conservatoire national supérieur de musique de Paris,
- Jury à l’École normale de musique de Paris,
- Présidente d’un festival de musique et d’un concours de chant international,

Elle s’est également occupée de stages de chant à Saint-Jean-du-Gard de 1986 à 1991...
Elle a été aussi présidente de l’Association des retraités de tout le personnel de l’opéra de Paris et de l’Opéra comique.

### Médailles
- Médaille du dévouement SED
- 1984 : sceau du Roi René d’Anjou
- 1985 : chevalier de l’Académie du Languedoc
- 1986 : officier de l’Ordre littéraire, artistique, scientifique et social
- 1995 : médaille vermeil de la ville de Paris

### Hommages à Irène Jaumillot
- Émissions « Premières loges » de M. Henry Goraieb
- Nombreux articles dont le Journal de l’Opéra national de Paris, la revue Opérette, Opéra international,  Revue 303  : Spécial Musique, février 1997, « Arts, recherches et créations »...
- Création d’un prix Irène Jaumillot au concours national de chant de Béziers
- 29 octobre 1996 : inauguration d’une plaque commémorative en son honneur par le député maire de Nantes à l’Opéra.

## Enregistrements
Il existe de nombreux enregistrements d'Irène Jaumillot notamment chez Philips et chez Musidisc, Aïda, Guillaume Tell, Carmen,... ].
Il existe des enregistrements conservés à la Maison de la radio ainsi que des enregistrements vidéo.